# Barent Fabritius
Barent Fabritius, o Bernard Fabritius o Bernard Fabricius o Barent Fabricius (Middenbeemster, 16 novembre 1624  (battezzato) – Amsterdam, 20 ottobre 1673  (sepolto)), è stato un pittore, incisore e disegnatore olandese del secolo d'oro.

## Biografia

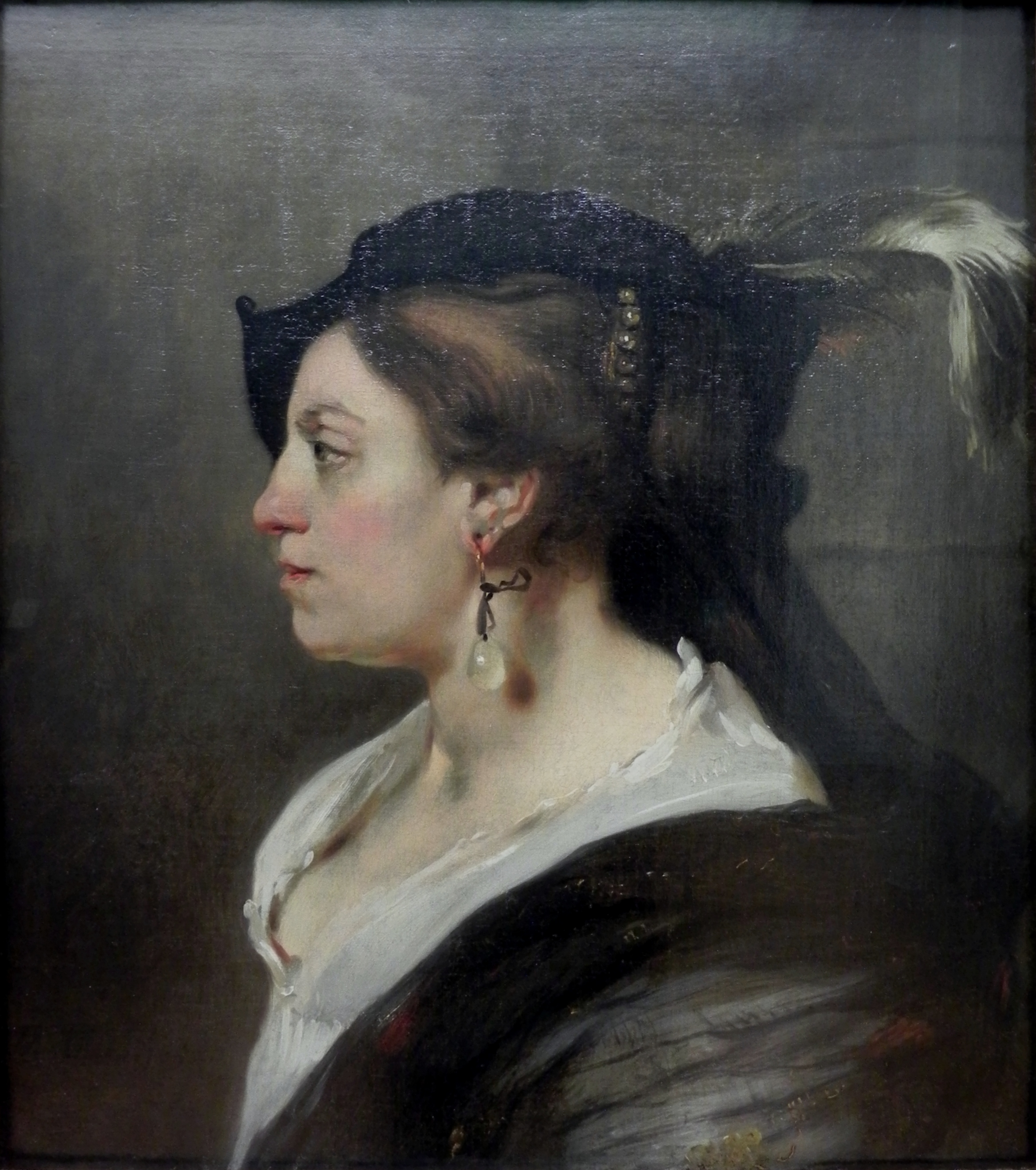
Ritratto di Signora (1654)

Barent Fabritius nacque a Middenbeemster il 16 novembre 1624. Fratello di Johannes e Carel, fu istruito, assieme a quest'ultimo, dal padre, l'insegnante e pittore minore Pieter Carelz, nell'arte della pittura, ma apprese anche la carpenteria, divenendo un abile artigiano nel 1641. Nel maggio dello stesso anno Barent e Carel furono confermati come membri della chiesa riformata di Beemster. L'attività artistica di Barent durò dal 1650 al 1673. La sua presenza fu segnalata ad Amsterdam nel 1643, nel 1647 e nel 1652. Il 18 agosto dello stesso anno sposò Catharina Mussers, di Amsterdam. Nel 1653 ritornò a Beemster, dove nacquero i suoi figli Pieter e Valentijn. Fu a Leida tra il 1655 e il 1660, dove gli furono commissionate dalla Chiesa luterana cinque grandi tele rappresentanti parabole bibliche ed eseguì il ritratto del capomastro Willem Leenderstsz. van der Helm con la sua famiglia, e di nuovo nel 1663-1664. Il 14 maggio 1658 divenne membro della Corporazione di San Luca di Leida. Ritornò ad Amsterdam nel 1670 o nel 1669. Morì a 49 anni, lasciando la moglie e sei figli, e fu sepolto nel cimitero di Leida riservato agli abitanti più poveri di Amsterdam.
Si dedicò alla pittura ritrattistica e alla pittura di genere, avente come soggetto i contadini, ma anche alla rappresentazione di soggetti mitologici e religiosi, sebbene con minor successo. Subì l'influenza del fratello maggiore Carel e, tramite questi, di Rembrandt. Il suo stile, infatti, è simile a quello della scuola di Rembrandt, anche se non è confermato il suo apprendistato presso il grande maestro. La sua produzione degli anni '60 risulta di qualità inferiore rispetto alla precedente e probabilmente rispecchia i problemi economici dell'artista.
Fu suo allievo il fratello Johannes.

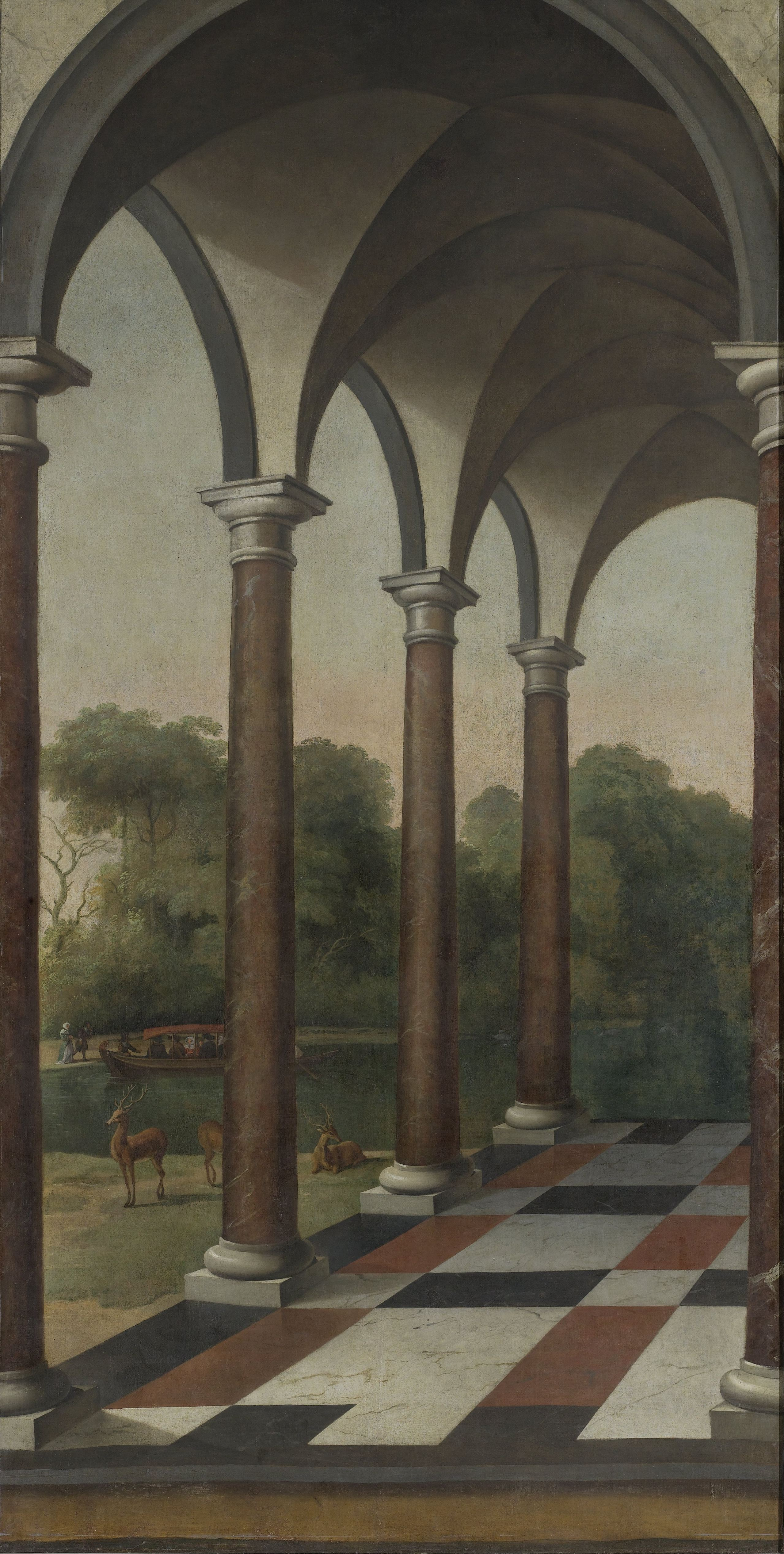
Galleria con apertura su un parco Rijksmuseum

## Opere
- Ragazza che spenna un'anitra, olio su tela, 84,1 × 70 cm, 1650, Dallas Museum of Art, Dallas[6]
- Giovane pittore nel suo studio, olio su tavola, 72 × 54 cm, 1650-1655, Museo del Louvre, Parigi[7]
- La circoncisione, olio su tavola, 44 x 44 cm, 1651, Collezione privata[8]
- Il maiale macellato, olio su tela, 101 × 79,5 cm, 1652 circa, Museo Boijmans Van Beuningen, Rotterdam
- Ritratto di signora, olio su tela, 1654, Niedersächsisches Landesmuseum, Hannover
- Autoritratto come pastore, olio su tela, 79 x 64 cm, 1654-1656, Akademie der bildenden Künste, Vienna[9]
- Ritratto della famiglia van der Helm, olio su tela, 148 × 127,5 cm, 30 settembre 1656, Rijksmuseum, Amsterdam[10]
- Il maiale macellato, olio su tela, 80 x 65 cm, 1656, Staatliche Museen, Berlino[11]
- Abramo ripudia Agar e Ismaele, olio su tavola, 50 x 36 cm, 1658, Metropolitan Museum of Art, New York[12]
- Ruth e Boaz, olio su tavola, 49 x 39 cm, 1660, Museo dell'Ermitage, San Pietroburgo[13]
- Il satiro e il contadino, olio su tela, Museo di belle Arti, Caen[14]